# Café de olla
Le café de olla est une boisson mexicaine à base de café aromatisé à la cannelle et au piloncillo, ou avec d'autres épices suivant les variantes. Il tient son nom du récipient dans lequel il est préparé : la olla ou olla de barro (es), un petit pot ou cocotte de céramique. Il est surtout populaire dans le centre et le sud du pays.

## Ingrédients
Outre le café, les ingrédients traditionnels du café de olla sont la cannelle et le piloncillo. Il existe cependant de nombreuses variantes au clou de girofle, au piment de Tabasco ou au chocolat noir.

## Histoire
Selon la légende, le café de olla trouverait son origine à l'époque de la Révolution mexicaine en tant que boisson que les adelitas préparaient aux soldats. 